# Flinders Petrie

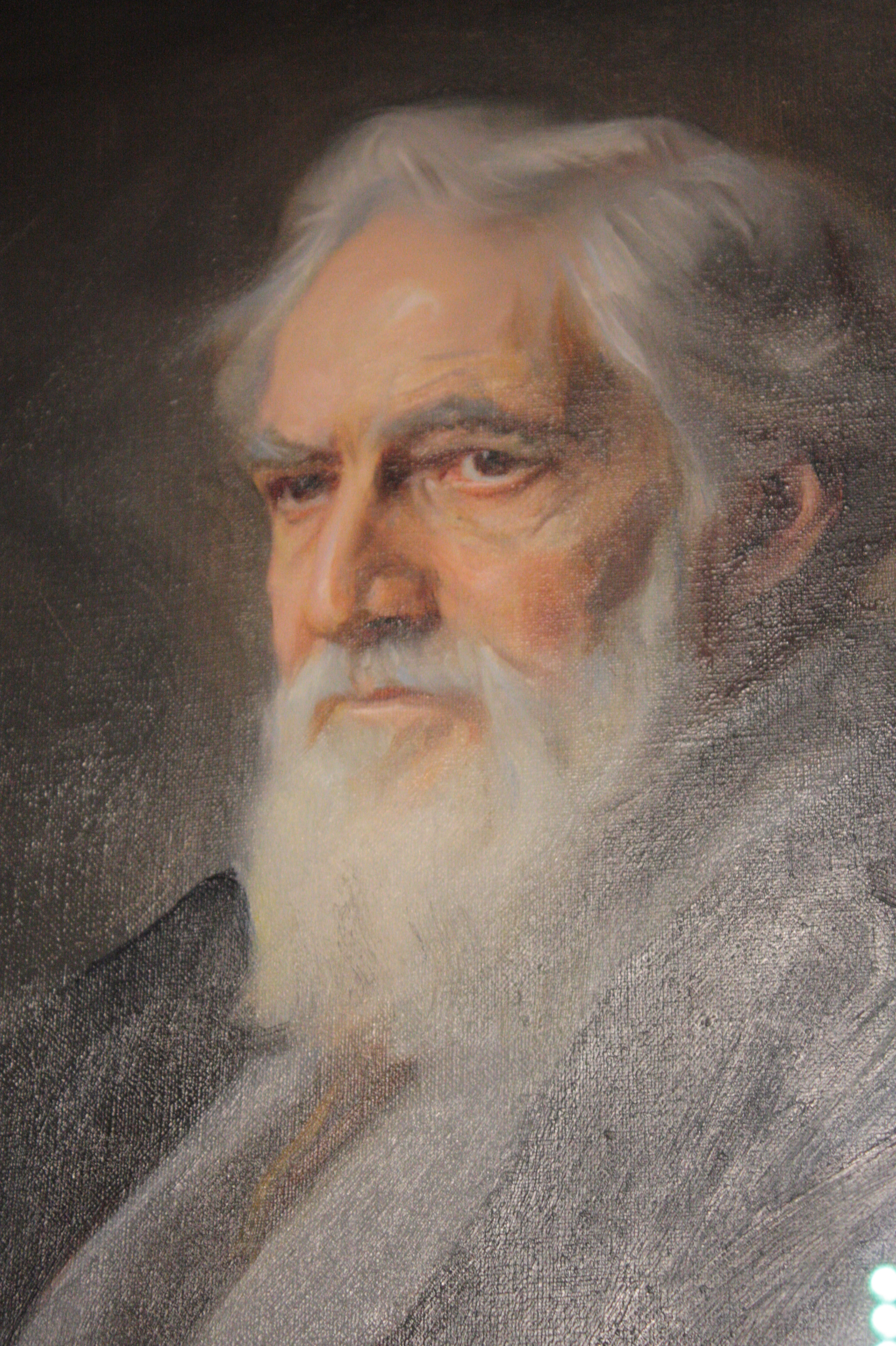
Chân dung Flinders Petrie do Philip Alexius de Laszlo vẽ năm 1934

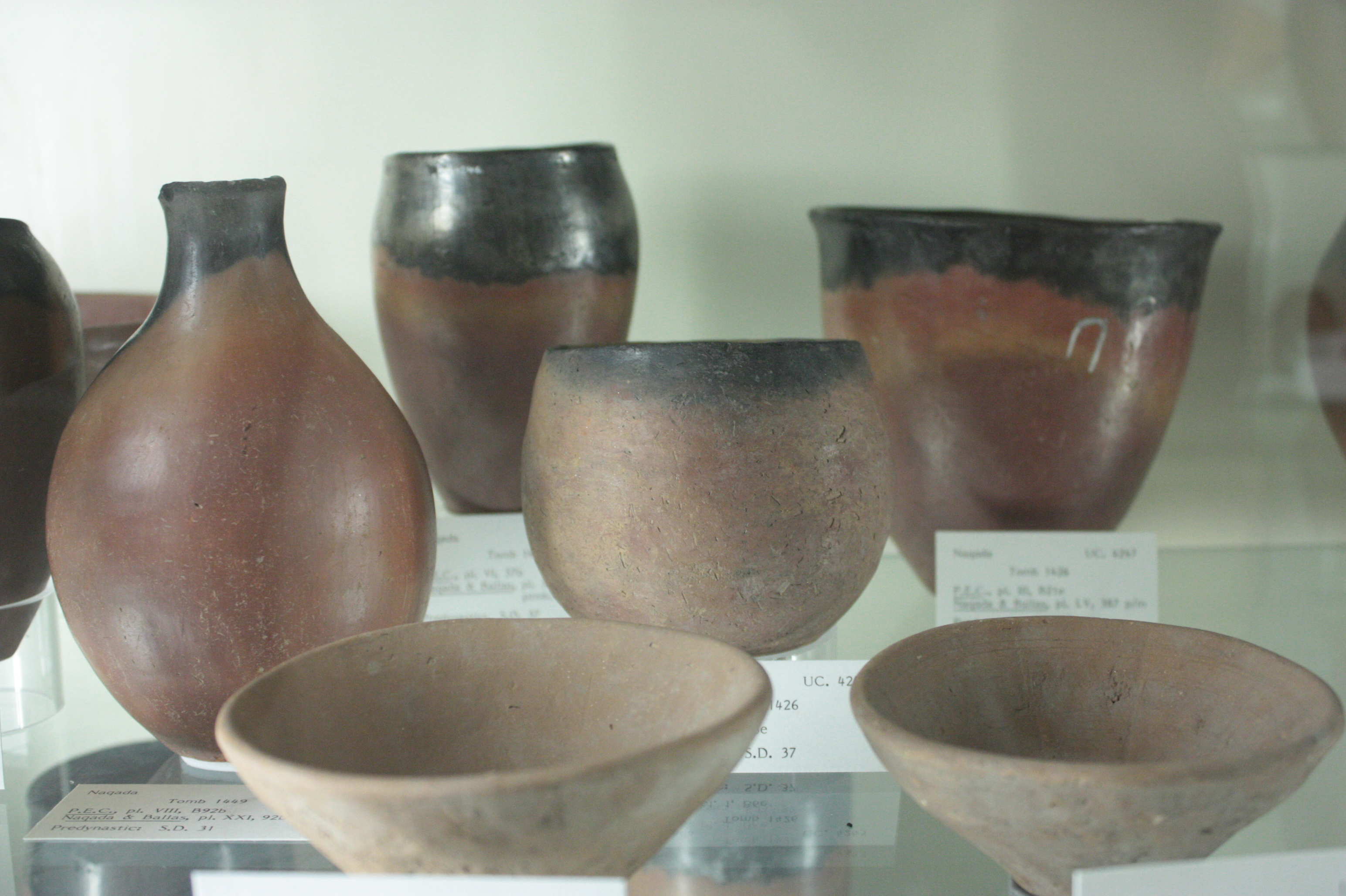
Đồ gốm Ai Cập sơn đỉnh màu đen đặc biệt của thời kỳ tiền vương triều gắn với hệ thống xác định niên đại theo trình tự (sequence dating) của Flinders Petrie, Bảo tàng Petrie

Ngài William Matthew Flinders Petrie, FRS, FBA (3 tháng 6, 1853 – 28 tháng 7, 1942), thường được gọi là Flinders Petrie, là một nhà Ai Cập học người Anh và cũng là người tiên phong trong việc hệ thống hóa phương pháp trong khảo cổ học và bảo quản đồ tạo tác. Ông là chủ tịch đầu tiên của Hội Ai Cập học ở Anh Quốc và đã khai quật nhiều địa điểm khảo cổ quan trọng nhất ở Ai Cập cùng với vợ mình, Hilda Petrie. Một số người cho rằng khám phá nổi tiếng nhất của ông là bia đá Merneptah, và chính Petrie cũng nghĩ vậy.
Petrie đã phát triển hệ thống các lớp xác định niên đại dựa trên những phát hiện về gốm và đồ gốm.

## Thời niên thiếu
Petrie sinh ngày 3 tháng 6 năm 1853 ở phố Maryon, Charlton, Kent, nước Anh, có cha là William Petrie (1821–1908) và mẹ là Anne (nhũ danh Flinders) (1812–1892). Matthew  được đặt tên theo ông ngoại mình là thuyền trưởng người Anh Matthew Flinders, người đã dẫn đầu chuyến hải hành vòng quanh nước Úc đầu tiên. Còn William Petrie là một kỹ sư điện đã phát triển đèn hồ quang carbon và sau này đã phát triển các quy trình hóa học cho công ty Johnson Matthey.
Petrie lớn lên trong một gia đình Cơ Đốc giáo (cha ông là thành viên của Plymouth Brethren) và được giáo dục tại nhà. Ông không hề tới trường lớp. Cha ông đã dạy ông làm thế nào để khảo sát chính xác, đây là nền tảng cho sự nghiệp khảo cổ học của ông. Từ khi lên 8 tuổi, ông có gia sư dạy kèm tiếng Pháp, tiếng La-tinh và tiếng Hy Lạp cho đến khi ông bị suy sụp và được dạy ở nhà. Ông cũng mạo hiểm tham gia ý kiến khảo cổ học đầu tiên của mình khi mới 8 tuổi, khi những người bạn đến thăm gia đình Petrie mô tả việc khai quật Biệt thự La Mã Brading ở đảo Wight. Cậu bé kinh hoàng khi biết người ta dùng xẻng để khai quật một cách thô bạo, phản đối điều đó và cho rằng đất nên được phân nhỏ, từng inch một, để xem tất cả những gì có trong đó và nó nằm như thế nào. "Tất cả những gì tôi đã làm kể từ đó," ông viết khi ở tuổi cuối bảy mươi, "bắt đầu từ đó, đúng như vậy, chúng ta chỉ có thể phát triển những gì được sinh ra trong tâm trí. Bản chất tự nhiên đã có trong tôi rồi."

## Sự nghiệp học thuật
Chức danh Giáo sư Edwards Bác ngữ học và Khảo cổ học Ai Cập ở Đại học Cao đẳng Luân Đôn được thiết lập và gây quỹ vào năm 1892 theo di nguyện của Amelia Edwards, bà đã đột ngột qua đời vào năm đó. Edwards đã ủng hộ Petrie từ năm 1880 và bà đã chỉ định ông nên là người đầu tiên giữ chức danh này. Ông tiếp tục khai quật ở Ai Cập sau khi lên chức giáo sư, đào tạo ra nhiều nhà khảo cổ giỏi nhất thời đó. Năm 1904, Petrie xuất bản cuốn Phương pháp và Mục đích trong Khảo cổ (Methods and Aims in Archaeology). Đây là tác phẩm hoàn chỉnh nhất trong thời đại của ông, trong đó ông xác định rõ ràng các mục tiêu và phương pháp luận trong nghề nghiệp của mình cùng với các khía cạnh thực tế hơn của khảo cổ học — chẳng hạn như chi tiết khai quật, bao gồm cả việc sử dụng máy ảnh tại hiện trường. Với cái nhìn sâu sắc hiếm có, ông lưu ý rằng kết quả nghiên cứu phụ thuộc vào tính cách của nhà khảo cổ học, người ngoài việc sở hữu kiến thức rộng, còn phải có trí tò mò vô độ. Không ai nghi ngờ sự phong phú về đặc điểm này của ông.
Năm 1913 Petrie bán bộ sưu tập đồ sộ các cổ vật Ai Cập của ông cho Đại học Cao đẳng Luân Đôn, hiện nay các cổ vật này được lưu trữ tại Bảo tàng Petrie về Khảo cổ học Ai Cập. Một trong những học trò của ông, Howard Carter, đã khám phá ra mộ của pharaon Tutankhamun năm 1922.

## Sự nghiệp khảo cổ học

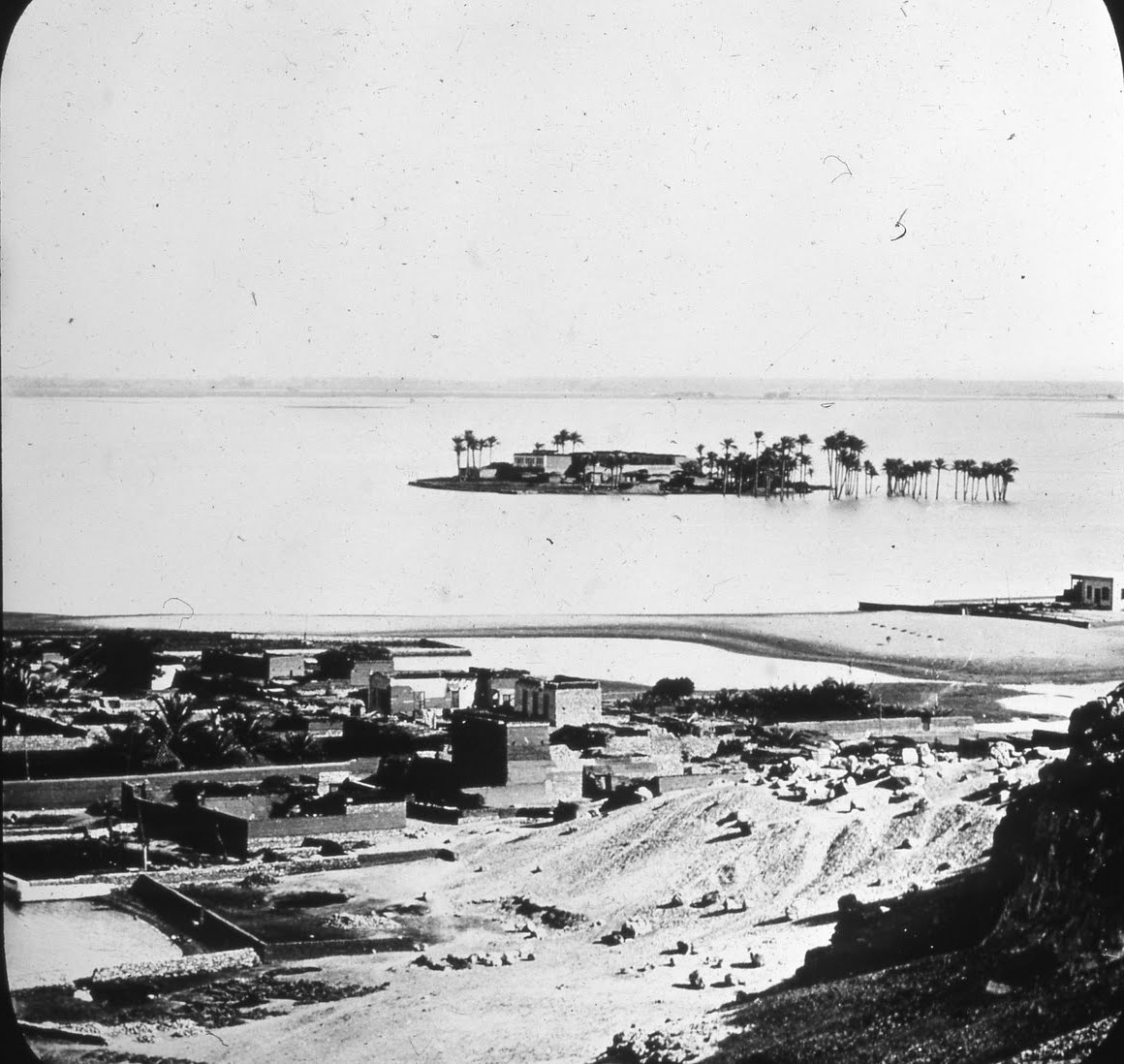
Cảnh Petrie chụp từ ngôi đền mình sống, ở Giza năm 1881

### Ở Anh
Trong những năm niên thiếu, Petrie đã khảo sát các di tích thời tiền sử ở Anh, bắt đầu với 'Trại Anh' (British Camp) niên đại cuối thời Anh thuộc La Mã gần ngôi nhà của gia đình ông ở Charlton, trong nỗ lực tìm hiểu hình học của người xưa. Ở tuổi 19, anh ấy đã thực hiện cuộc khảo cứu chính xác nhất về Stonehenge.

### Khảo sát Giza
Cha ông đã trao đổi thư từ với nhà thiên văn học Piazzi Smyth về các lý thuyết về Đại Kim tự tháp Giza và Petrie đã tới Ai Cập vào đầu năm 1880 để khảo cứu chính xác về Giza, khiến ông trở thành người đầu tiên nghiên cứu chính xác cách các kim tự tháp ở đó được xây dựng; trước đó nhiều lý thuyết đã đào sâu về điều này, và Petrie đã đọc hết, nhưng không có lý thuyết nào dựa trên logic và sự quan sát thực địa.
Các báo cáo được công bố của Petrie về phép đạc tam giác này, trong đó có phân tích của ông về kiến trúc của Giza, là hình mẫu về phương pháp luận và tính chính xác của nó, bác bỏ lý thuyết của Smyth và tiếp tục cung cấp nhiều thông tin cơ bản về kim tự tháp cho đến ngày nay. Trong chuyến đi đó, ông đã kinh hoàng trước tốc độ phá hủy các xác ướp và các di tích (một số được liệt kê trong sách hướng dẫn đã bị biến mất hoàn toàn kể từ đó). Ông mô tả Ai Cập là "một ngôi nhà đang bốc cháy, sự tàn phá diễn ra quá nhanh" và cảm thấy nhiệm vụ của mình là một "người cứu hộ, làm tất cả những gì tôi có thể, càng nhanh càng tốt và sau đó, khi tôi 60 tuổi, tôi sẽ ngồi xuống và viết ra tất cả".

### Hợp tác với Quỹ Thám hiểm Ai Cập
Trở lại Anh vào cuối năm 1880, Petrie đã viết nhiều bài báo và sau đó gặp Amelia Edwards, nhà báo và người bảo trợ của Quỹ Thám hiểm Ai Cập (nay là Hiệp hội Thám hiểm Ai Cập), bà đã trở thành người ủng hộ ông một cách mạnh mẽ và sau đó đã bổ nhiệm ông làm giáo sư Ai Cập học tại Đại học Cao đẳng London. Ấn tượng với phương pháp tiếp cận khoa học của ông, trường đại học đã đề nghị ông làm việc với tư cách là người kế nhiệm Édouard Naville. Petrie chấp thuận vị trí này và được nhận 250 bảng Anh mỗi tháng để trang trải chi phí khai quật. Vào tháng 11 năm 1884, Petrie đến Ai Cập để bắt đầu cuộc khai quật của mình.

### Di chỉ Tanis
Đầu tiên ông đã tới điểm khảo cổ Tân Vương quốc ở Tanis cùng 170 công nhân. Ông loại bỏ vai trò trung gian của quản đốc lần này và tất cả các cuộc khai quật tiếp theo, tự mình hoàn toàn kiểm soát tổng thể, vì áp lực của quản đốc lên các công nhân khiến họ phát hiện hiện vật một cách nhanh chóng nhưng cẩu thả. Mặc dù ông được các nhà Ai Cập học thâm niên hơn coi là một kẻ nghiệp dư, nhưng điều này khiến ông trở nên nổi tiếng với những người thợ của mình, họ đã tìm thấy một số hiện vật nhỏ nhưng quan trọng có thể đã bị nếu làm theo cách cũ.

### Di chỉ Tell Nebesheh
Năm 1886, khi đang làm việc cho Quỹ Thám hiểm Ai Cập, Petrie đã khai quật ở Tell Nebesheh ở châu thổ Đông Nile. This site is located 8 miles southeast of Tanis and, among the remains of an ancient temple there, Petrie đã tìm thấy một con nhân sự hoàng gia, hiện đang được đặt tại Bảo tàng Mỹ thuật Boston.

### Sông Nile và đảo Sehel
Khi việc khai quật di chỉ Tanis sắp hoàn tất, ông đã dùng hết ngân quỹ nhưng lần lữa không muốn rời khỏi Ai Cập, vì biết đâu sẽ có thêm tiền tài trợ. Ông đã dành cả năm 1887 du ngoạn trên sông Nile, chụp ảnh như một bản ghi ít tính chủ quan hơn so với các bản phác thảo. Trong thời gian này, ông cũng trèo thang dây ở đảo Sehel gần Aswan để vẽ và chụp ảnh hàng nghìn chữ khắc của người Ai Cập thời kỳ đầu trên một mặt vách đá, ghi lại các sứ đoàn đến Nubia, nạn đói và chiến tranh.

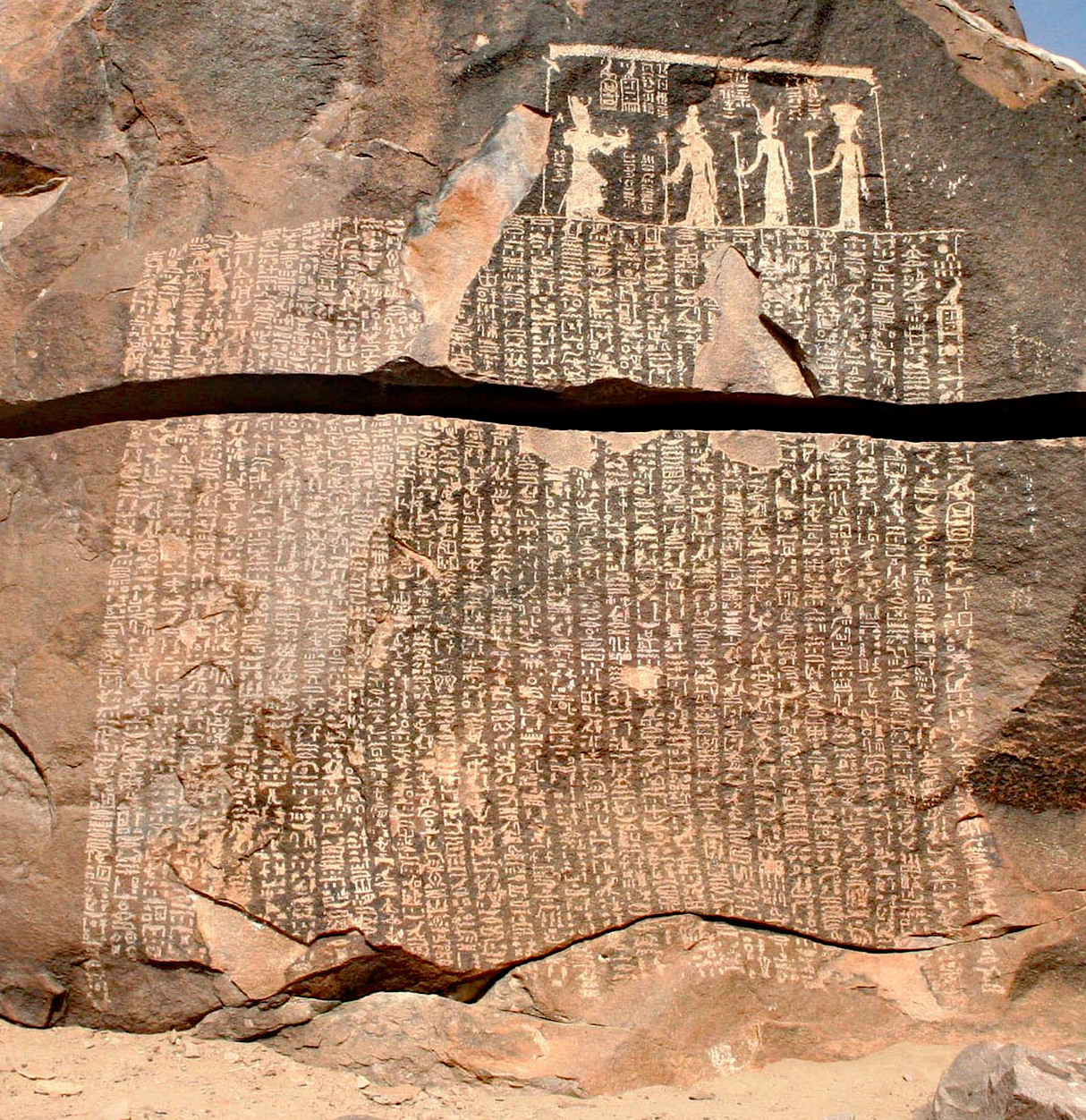
Tấm bia Famine là một bia ký nằm trên đảo Sehel.

### Khu chôn cất Fayum
Vào thời điểm ông đến Aswan, một bức điện tín đã được gửi đến đó để xác nhận việc gia hạn tài trợ cho ông. Sau đó, ông đi thẳng đến khu chôn cất tại Fayum, đặc biệt quan tâm đến các ngôi mộ chôn sau năm 30 trước Công nguyên, điều mà trước đây chưa được nghiên cứu đầy đủ. Ông đã tìm thấy những ngôi mộ còn nguyên vẹn và 60 bức chân dung xác ướp nổi tiếng, đồng thời từ những dòng chữ khắc trên xác ướp phát hiện ra rằng xác ướp được lưu giữ trong các gia đình còn sống qua nhiều thế hệ trước khi chôn cất. Dưới sự sắp xếp của Auguste Mariette, ông đã gửi 50% số chân dung này cho bảo tàng Ai Cập.
Tuy nhiên sau đó, khi phát hiện ra rằng Gaston Maspero không coi trọng các bức chân dung và để chúng lộ thiên trong sân phía sau bảo tàng và đang hỏng dần, ông tức giận yêu cầu trả lại tất cả chân dung, buộc Maspero phải chọn ra 12 mẫu vật tốt nhất cho bảo tàng lưu trữ và trả lại 48 chiếc cho Petrie, rồi ông gửi chúng đến London cho buổi trưng bày đặc biệt tại Bảo tàng Anh. Tiếp tục công việc, ông đã phát hiện ra ngôi làng của những người thợ xây lăng mộ Pharaon.

### Palestine, Tell Hesi và Wadi Rababah
Năm 1890, Petrie lần đầu tiên khám phá vùng đất Palestine, đem đến một công trình khảo cổ học nhiều giá trị. Sáu tuần khai quật Tell el-Hesi (nơi này từng bị xác định nhầm là Lachish) của ông năm đó đánh dấu lần khai quật khoa học đầu tiên một địa điểm khảo cổ học ở Holy Land. Petrie đã khảo sát một nhóm các ngôi mộ ở Wadi al-Rababah (Hinnom trong kinh thánh) của Jerusalem, phần lớn có niên đại từ thời đại đồ sắt và đầu thời kỳ La Mã. Tại đây, trong những di tích cổ đại này, Petrie đã phát hiện ra rằng hai loại cubit khác nhau đã được sử dụng làm đơn vị đo chiều dài.

### Amarna
Từ 1891, ông làm việc tại ngôi đền Aten ở Tell-el-Amarna, khám phá ra 300 foot vuông (28 m2) vỉa hè của Tân Vương quốc  được tô vẽ hình động vật, vườn cây và những cảnh săn bắn. Nơi đây đã trở thành một điểm tham quan du lịch nhưng không có lối đi trực tiếp tới địa điểm, nên du khách đã phá hỏng những cánh đồng xung quanh khi họ đi tới điểm tham quan. Điều này đã khiến những người nông dân địa phương phá hỏng các bức họa, và chỉ nhờ các bản sao của Petrie mà người ta mới biết đến diện mạo ban đầu của chúng.

### Khám phá tấm bia Merneptah hay 'Israel'
Đầu năm 1896, Petrie và đội khảo cổ của mình đang khai quật ở một ngôi đền trong khu vực nhượng quyền của Petrie ở Luxor. Khu đền này tọa lạc phía bắc ngay gần ngôi đền tổ chức tang lễ ban đầu cho Amenhotep III, vốn được xây dựng trên một vùng đồng bằng ngập lụt.
Ban đầu họ rất ngạc nhiên khi thấy công trình mà họ đang khai quật này cũng được cho là của Amenophis III vì chỉ có tên ông xuất hiện trên các khối đá rải rác khắp nơi... Liệu có thể một vị vua có tới hai ngôi đền để xác? Petrie đã đào xuống và sớm có câu trả lời: ngôi đền này đã được xây dựng bởi Merneptah (hay Merenptah), con trai và người kế vị của Ramesses II, gần như hoàn toàn từ đá đã bị cướp từ ngôi đền của Amenhotep III gần đó. Những bức tượng của ngôi đền đã bị đập vỡ và những mảnh vỡ văng vào nền móng; những mảnh vụn của tượng đá hình chó rừng đang nằm, chắc hẳn đã từng tạo thành một đại lộ hùng vĩ dẫn đến cột tháp, cùng với những chiếc trống vỡ đã gợi lên một số mường tượng về vẻ tráng lệ của ngôi đền khi xưa. Một bức tượng của chính Merneptah đã được tìm thấy — bức chân dung đầu tiên được biết đến của vị vua này. Kết quả sau đó còn tuyệt hơn: hai tấm bia lộng lẫy đã được tìm thấy, cả hai tấm bia đều bị Merneptah chiếm đoạt từ đền Amenhotep III và viết thêm vào mặt trái, còn mặt phải bị quay vào tường. Một tấm bia được trạm khắc tuyệt đẹp mô tả pharaon Amenhotep III trong trận chiến với người Nubia và Syria; còn tấm còn lại làm từ đá granite đen, cao 10 feet (hơn 3 mét), lớn hơn tất cả những tấm bia đã được tìm thấy trước đó; văn bản gốc tưởng nhớ những thành tựu xây dựng của Amenhotep và mô tả vẻ đẹp và sự tráng lệ của ngôi đền mà nó đã được đặt vào. Khi lật lại tấm bia, một dòng chữ của Merneptah đã lộ ra, ghi lại chiến công của ông trước người Libya và các dân tộc biển; Wilhelm Spiegelberg [một nhà bác ngữ học người Đức nổi tiếng] đã tới để đọc nó, và gần cuối văn bản, ông bối rối bởi một cái tên, tên của một dân tộc hoặc bộ tộc mà Merenptah đã đánh bại một cách vinh quang - "I.si.ri.ar?" Với trí tưởng tượng nhạy bén, Petrie đã nhanh chóng có câu trả lời: "Israel!" Spiegelberg đồng ý rằng nó phải như vậy. Ông bình luận "Các giáo sĩ sẽ không hài lòng sao?" Vào bữa tối hôm đó, Petrie đã tiên tri: "Tấm bia này sẽ được thế giới biết đến nhiều hơn bất cứ thứ gì khác mà tôi đã tìm thấy." Đây là lần đầu tiên từ "Israel" được đề cập trong bất kỳ văn bản Ai Cập nào và tin tức này đã trở thành tiêu đề khi nó xuất hiện trên các báo tiếng Anh.
Trong mùa thực địa năm 1895-1896, tại Ramesseum, Petrie và nhà Ai Cập học trẻ tuổi người Đức Wilhelm Spiegelberg đã trở thành bạn của nhau. Spiegelberg phụ trách biên tập nhiều văn bản được phát hiện bởi Petrie, còn Petrie đã giới thiệu các bộ sưu tập đồ tạo tác quan trọng cho Đại học Strasbourg. Năm 1897, Kaiser-Wilhelms-Universität Straßburg đã phong tặng cho Petrie danh hiệu tiến sĩ danh dự, và vào tháng 6 năm 1902, ông được bầu làm thành viên Hội Hoàng gia (FRS).

### Lăng mộ Hu và Abadiya
Từ 1889 - 1899 Petrie đã chỉ đạo một nhóm khai quật hơn 17 lăng tẩm chứa đựng vô số ngôi mộ nằm giữa Hu và Abadiya, Ai Cập. Nhóm đào xới gồm có Beatrice Orme, David Randall-MacIver, Arthur Cruttenden Mace, Henrietta Lawes và Hilda Petrie. Các ngôi mộ của thời tiền sử, Cổ Vương quốc, Trung Vương quốc và thời thuộc La Mã đã được khai quật và xuất bản thành sách 'Diospolis Parva'.

## Công trình đã xuất bản
Nhiều khám phá của Petrie đã được trình bày tại Viện Khảo cổ học Hoàng gia và được ghi vào Tập san Khảo cổ học (Archaeological Journal) của Viện bởi người bạn của Petrie đồng thời cũng là một nhà khảo cổ học là Flaxman Charles John Spurrell. Petrie đã xuất bản tổng cộng 97 cuốn sách.
- Tel el-Hesy (Lachish). London: Quỹ Thám hiểm Palestine.
- "The Tomb-Cutter's Cubits at Jerusalem," Quỹ Thám hiểm Palestine, 1892 Vol. 24: 24–35.

### Đóng góp vàoEncyclopædia Britannica ấn bán thứ 11
- "Abydos (Ai Cập)". Encyclopædia Britannica (ấn bản thứ 11). 1911.
- "Egypt". Encyclopædia Britannica (ấn bản thứ 11). 1911.
- "Pyramid". Encyclopædia Britannica (ấn bản thứ 11). 1911.
- "Weights and Measures". Encyclopædia Britannica (ấn bản thứ 11). 1911.

### Công trình tuyển chọn
- Naukratis, Pt. I, Quỹ Thám hiểm Ai Cập, 1886.
- Tanis, Pt. I, Quỹ Thám hiểm Ai Cập, 1889.
- Migrations, Viện Nhân chủng học Anh và Ireland, 1906.
- Janus in Modern Life, G. P. Putnam's Sons, 1907.
- "Neglected British History". Proceedings of the British Academy, 1917–1918. Quyển 8. tháng 11 năm 1917. tr. 251–278.
- Eastern Exploration – Past and Future London: Constable and Company Ltd., 1918.
- Some Sources of Human History, Society for Promoting Christian Knowledge, 1919.
- The Status of the Jews in Egypt, G. Allen & Unwin, 1922.
- The Revolutions of Civilization, Harper & Brothers, 1922.

## Hình ảnh

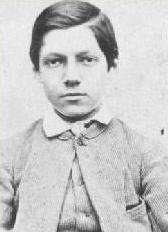
Flinders Petrie 12 tuổi, khoảng 1865.
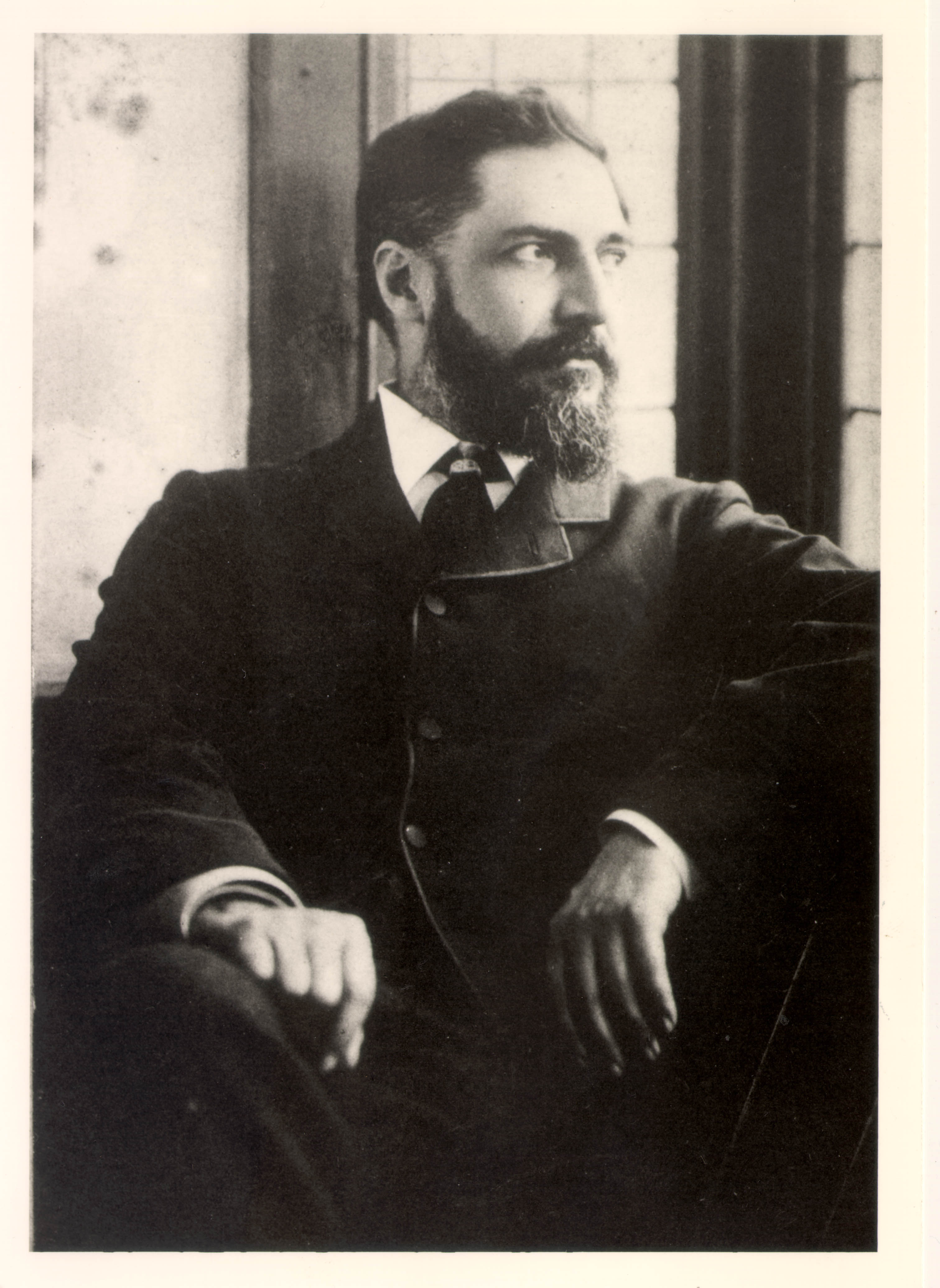
Flinders Petrie khi còn trẻ.
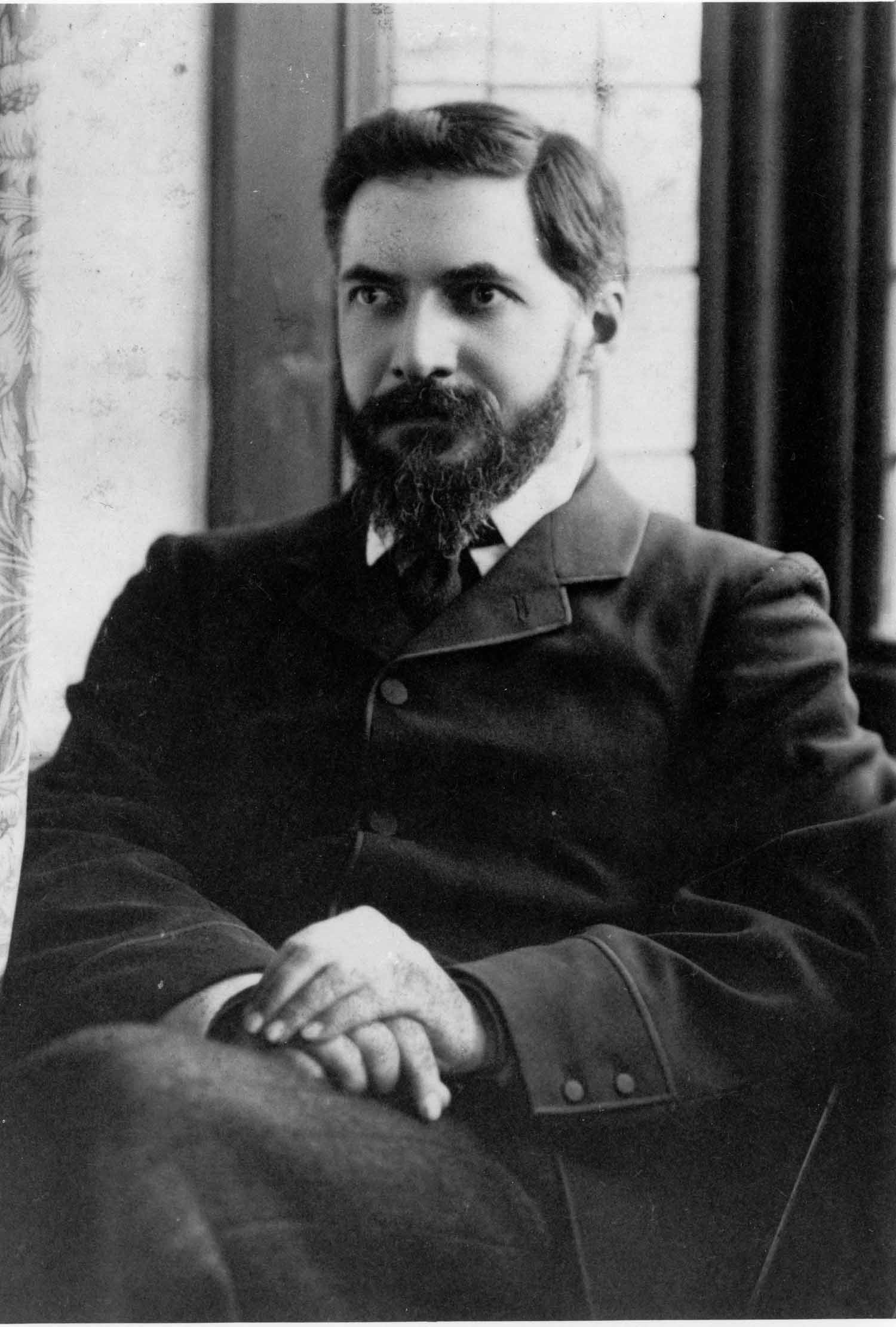
Flinders Petrie, khoảng 1886.
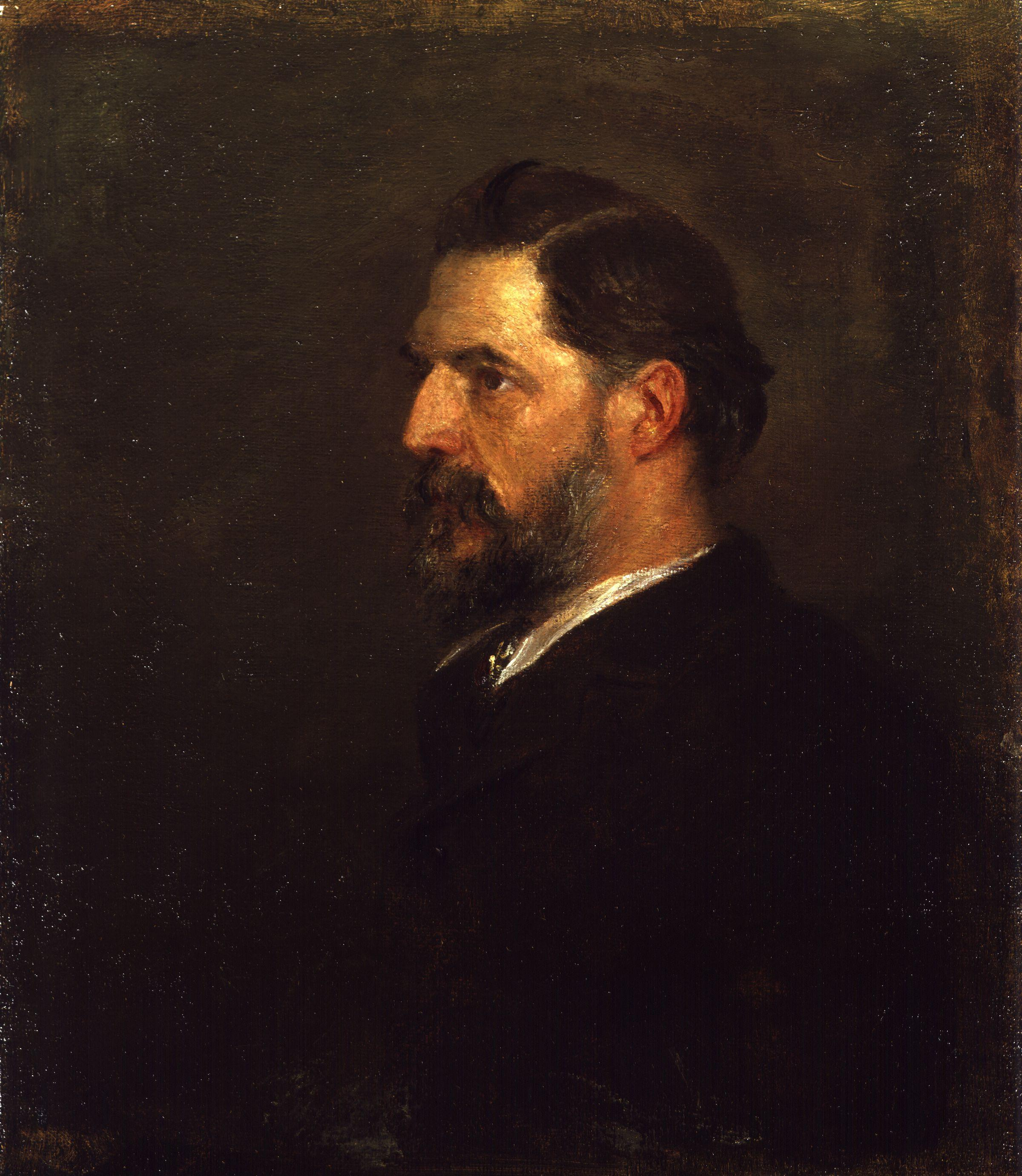
Flinders Petrie, chụp bởi George Frederic Watts, 1900.
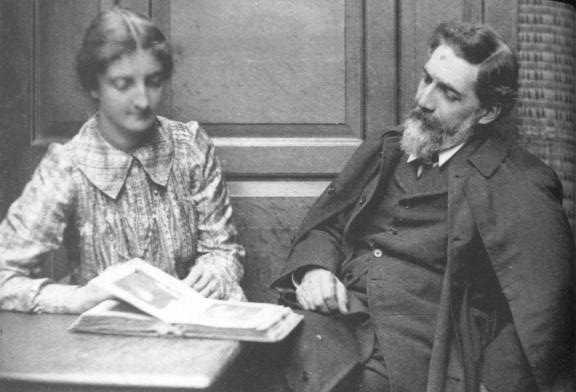
Flinders Petrie và Hilda Petrie năm 1903.
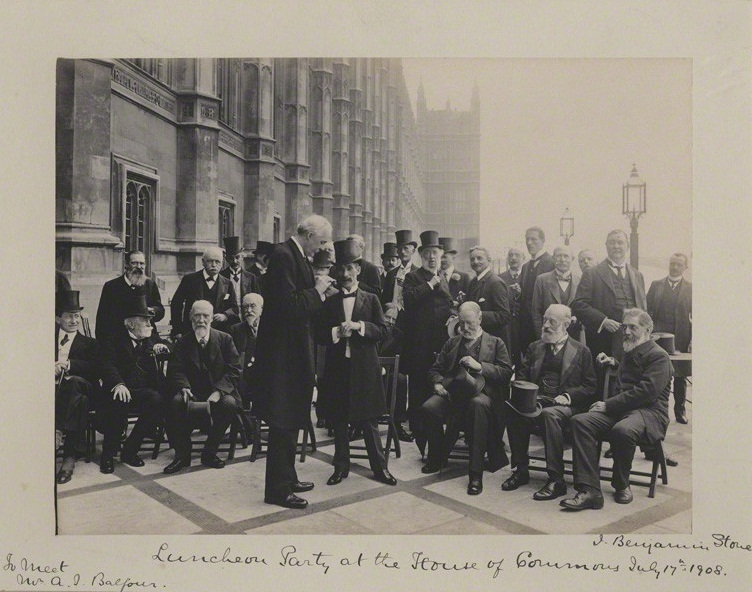
Flinders Petrie cùng Đảng Luncheon ở Hạ viện Anh năm 1908.
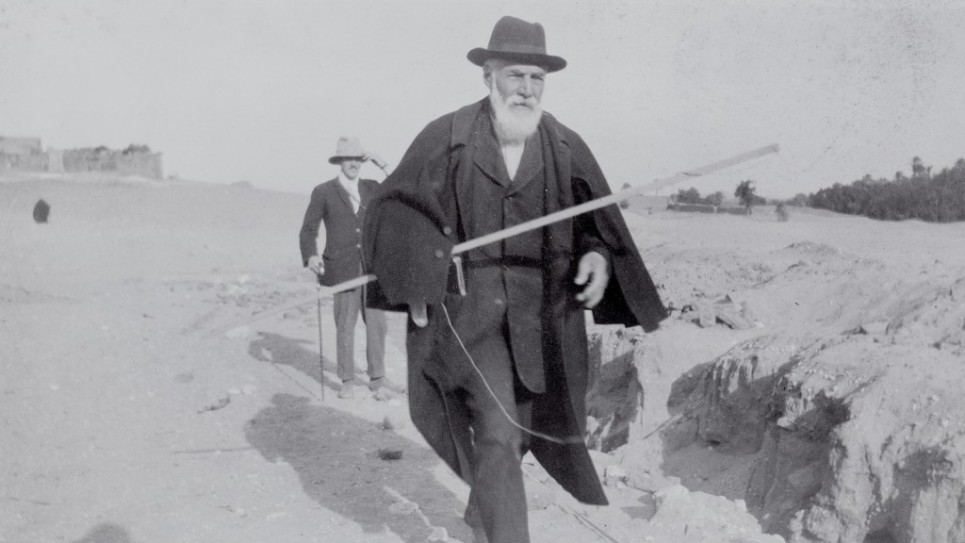
Petrie ở Abydos, Ai Cập, 1922.
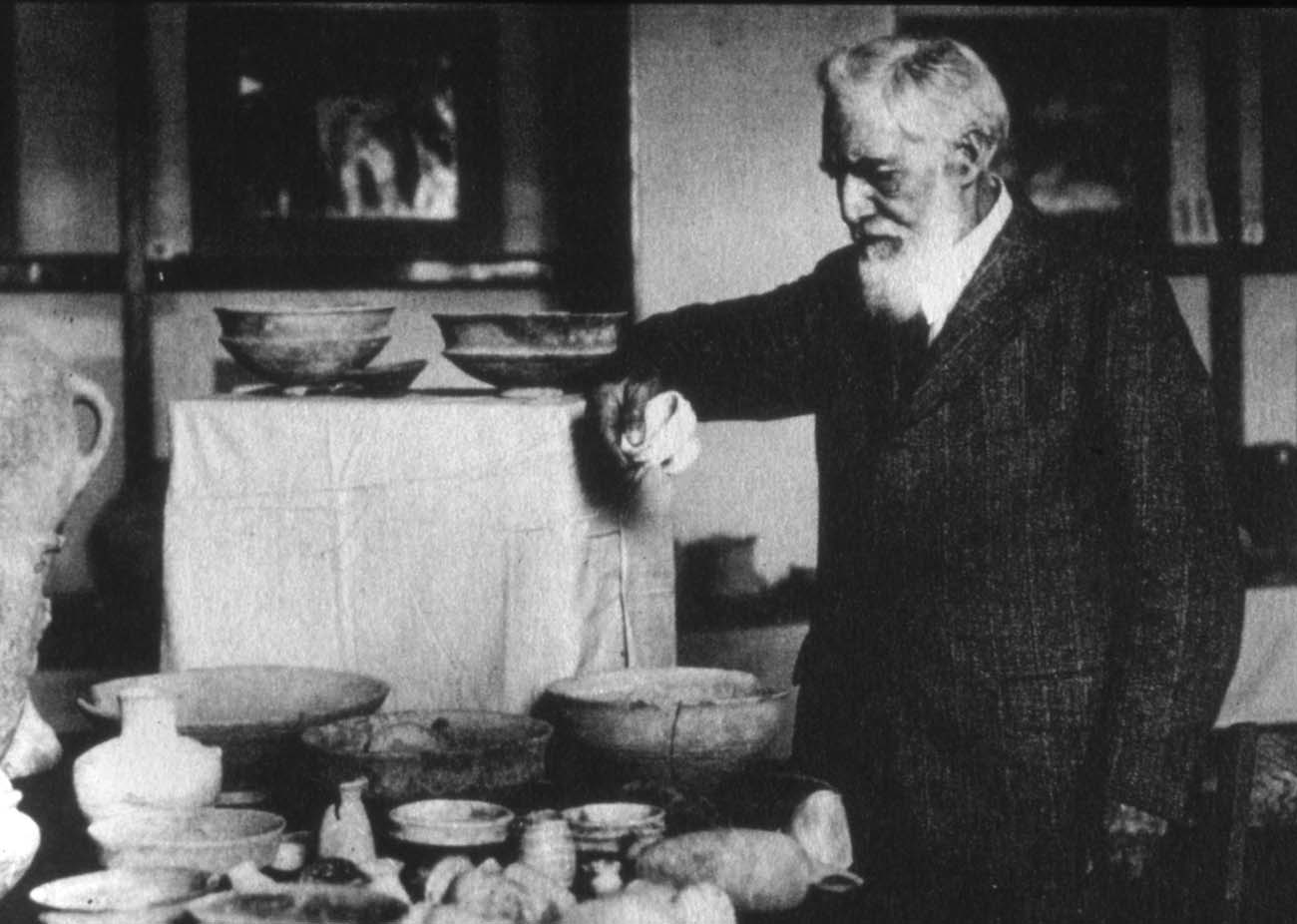
Hiện vật trưng bày của Petrie ở Luân Đôn, khai quật từ Tell Fara (Israel)
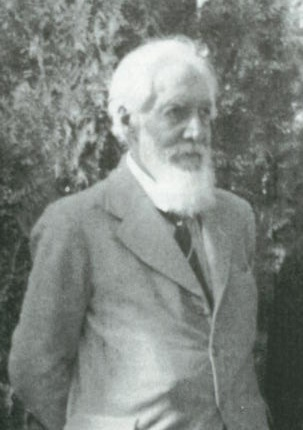
Ngài William Matthew Flinders Petrie, ở Jerusalem, khoảng cuối thập niên 1930.
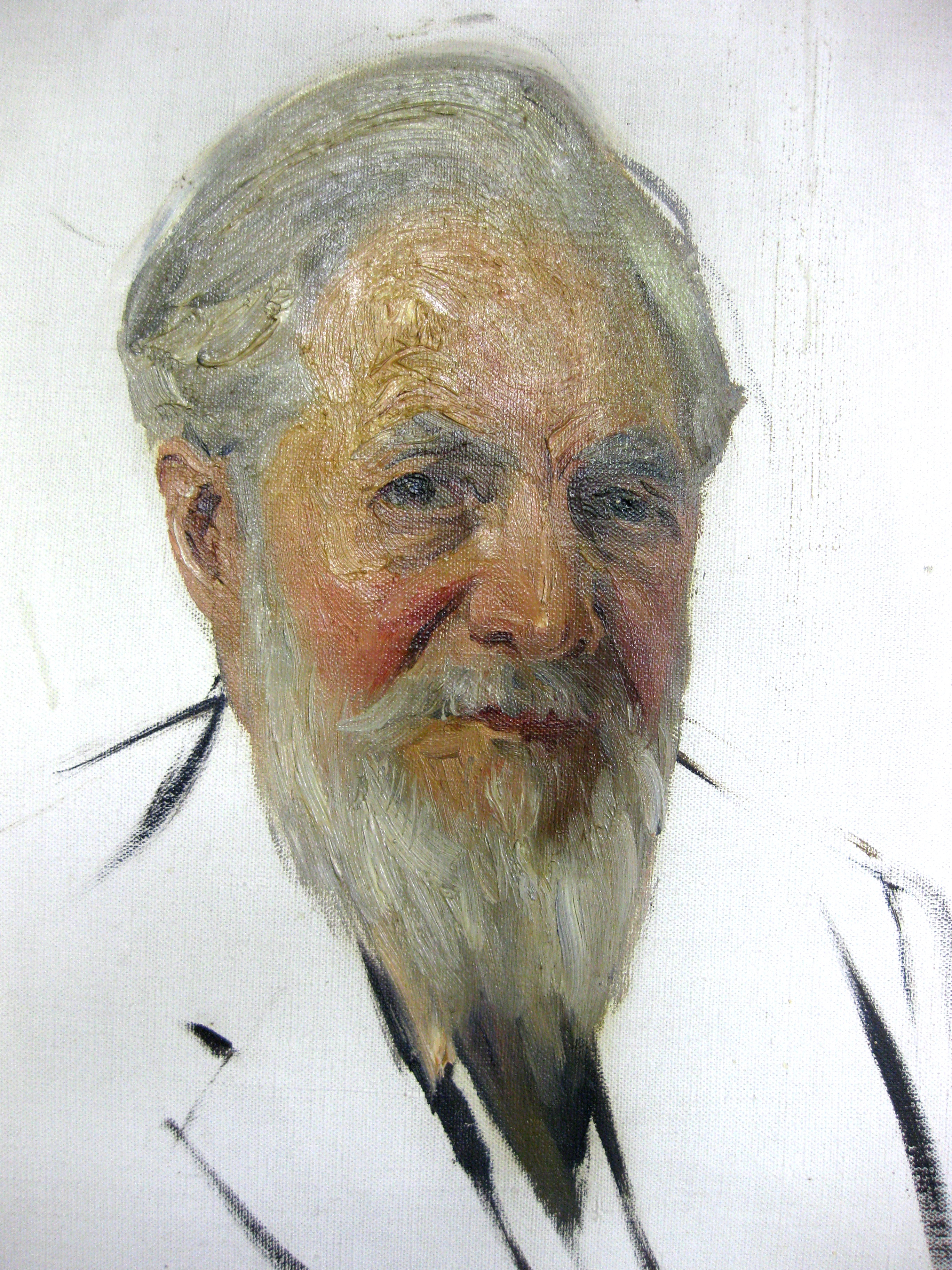
Bức chân dung Flinders Petrie do Ludwig Blum vẽ ở Jerusalem năm 1937.